# Thal (Buchbach)
Thal ist einer der 80 Gemeindeteile von Buchbach im oberbayerischen Landkreis Mühldorf am Inn.

## Geografische Lage
Die Einöde Thal liegt im Gemeindegebiet des Marktes Buchbach in der Region Südostoberbayern im Alpenvorland inmitten des tertiären Hügellandes am Thaler Weiher und Thaler Graben. Die Landeshauptstadt München ist rund 60 km entfernt.

## Geschichte

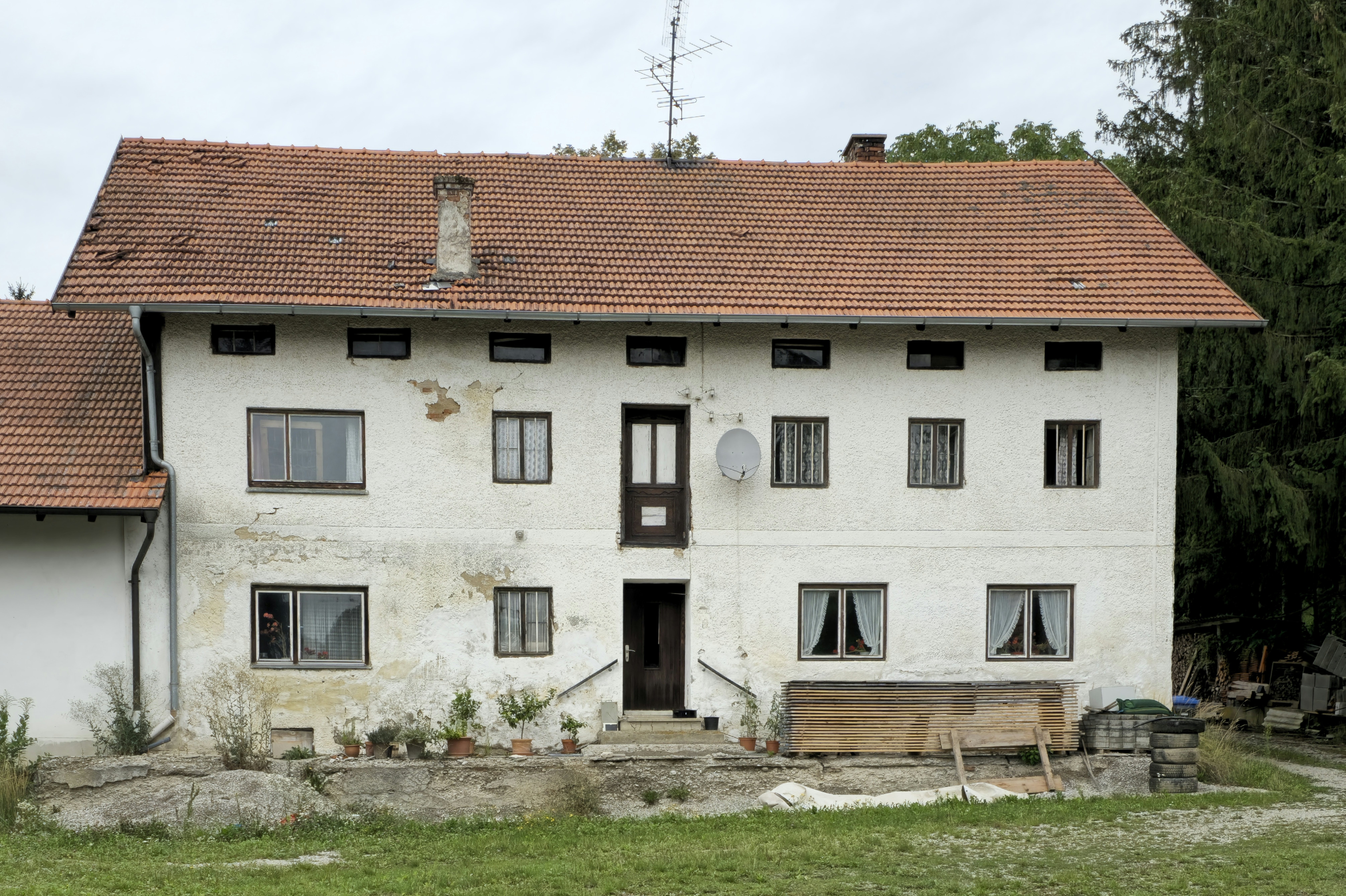
Thal 1, Buchbach altes Wohnhaus

Der Ort kam mit dem bayerischen Gemeindeedikt von 1818 zur Gemeinde Walkersaich und mit dem Nordteil dieser am 1. Januar 1973 im Zuge der Gebietsreform in Bayern zur Gemeinde Buchbach.

## Bevölkerungsentwicklung
Um 1861 hatte die Einöde Thal acht Einwohner und vier Gebäude. Es gab dort bei der Volkszählung von 1961 noch sechs Einwohner in einem Wohngebäude. Im Mai 1987 lebten dort sieben Einwohner in zwei Wohngebäuden.